# Leo Cella
Leo Cella (né le 1er octobre 1938 à Rimini et mort le 17 février 1968 à Balocco) est un ancien pilote automobile italien, qui courut en rallyes et sur circuit.

## Biographie
Leo Cella est le premier Italien à avoir remporté à deux reprises le Rallye des Fleurs, en 1965, avec Gamenara sur Lancia Fulvia 2C, et en 1966, avec Luciano Lombardini sur Lancia Fulvia Coupé, devenant la même année Champion d'Italie des rallyes avec ce copilote sur sa Lancia Fulvia 1.3 Coupé HF.
En 1966, il remporte le Rallye San Martino di Castrozza et le Rallye RACE d'Espagne, sur sa Fulvia, et finit également second du Rallye des Trois Cîtés, le Munich-Vienne-Budapest.
En 1967, il termina 4e au classement général du rallye Monte-Carlo.
Il courut également en Formule 3 en 1964 pour l'écurie privée Sant Ambroeus sur Cooper-BMC, et aux 24 heures du Mans en 1966 et 1967 sur Alpine A210, terminant 9e du général en 1966 avec Henri Grandsire, et 1er de la catégorie des 1 300 cm3.
Il s'est tué accidentellement en essayant un prototype Alfa Romeo 33 sur les pistes de Balocco.